# Club Estudiantes de La Plata 1931
Questa voce raccoglie le informazioni riguardanti il Club Estudiantes de La Plata nelle competizioni ufficiali della stagione 1931.

## Maglie e sponsor
| Casa |

## Rosa
| N. |                      | Ruolo | Calciatore             |
| -- | -------------------- | ----- | ---------------------- |
|    | Argentina (bandiera) | P     | Alberto Bifaretti      |
|    | Argentina (bandiera) | P     | Eduardo Scandone       |
|    | Uruguay (bandiera)   | D     | Rodolfo Areco          |
|    | Argentina (bandiera) | D     | Roberto Barandarián    |
|    | Argentina (bandiera) | D     | Luis Comasco           |
|    | Argentina (bandiera) | D     | Armando Nery           |
|    | Argentina (bandiera) | D     | Ramón Rodríguez I      |
|    | Argentina (bandiera) | C     | Juan Croce             |
|    | Argentina (bandiera) | C     | Francisco Pérez Escalá |
|    | Argentina (bandiera) | C     | Raúl Sbarra            |
|    | Argentina (bandiera) | C     | Roberto Sbarra         |
|    | Uruguay (bandiera)   | C     | Ulises Uslenghi        |

| N. |                      | Ruolo | Calciatore         |
| -- | -------------------- | ----- | ------------------ |
|    | Argentina (bandiera) | C     | Alberto Viola      |
|    | Argentina (bandiera) | A     | Víctor Apólito     |
|    | Argentina (bandiera) | A     | Raúl Estevarena    |
|    | Argentina (bandiera) | A     | Manuel Ferreira    |
|    | Argentina (bandiera) | A     | Enrique Guaita     |
|    | Argentina (bandiera) | A     | Miguel Ángel Lauri |
|    | Argentina (bandiera) | A     | Marcelino Padrón   |
|    | Argentina (bandiera) | A     | Emilio Quadrio     |
|    | Argentina (bandiera) | A     | Alejandro Scopelli |
|    | Argentina (bandiera) | A     | Horacio Tellechea  |
|    | Argentina (bandiera) | A     | Alberto Zozaya     |

## Statistiche

### Statistiche di squadra
| Competizione | Punti | Totale | Totale | Totale | Totale | Totale | Totale |
| Competizione | Punti | G      | V      | N      | P      | Gf     | Gs     |
| ------------ | ----- | ------ | ------ | ------ | ------ | ------ | ------ |
| Campionato   | 44    | 34     | 20     | 4      | 10     | 103    | 51     |
| Totale       | 44    | 34     | 20     | 4      | 10     | 103    | 51     |